# Johann Arnold Bertram
Johann Arnold Bertram (* 10. Februar 1696 in Remscheid; † 30. April 1762 in Braunschweig) war Hüttenmeister zu Neuwied.

## Leben
Der aus Remscheid stammende Hammerherr Johann Arnhold Bertram, dessen Familie mehrere Hammerwerke im Märkischen, in Andernach und in Mülheim (Mosel) besaß, erhielt am 31. März 1722 die Konzession zur Errichtung von zwei Hammerwerken mit freier Standortwahl. Zuerst baute er die Steinebrücker Hütte wieder auf, konnte jedoch nur angeliefertes Roheisen weiterbearbeiten. Wegen Streitigkeiten mit der Obrigkeit verpachtete er die Hütte 1725 an Wilhelm Remy aus Bendorf.
Wegen seiner „capacität und geschicklichkeit“ wurde er am 20. Juli 1730 vom Fürsten zu Wied als Forstrat vereidigt. Dabei wurde er als „achtbarer Hüttenmeister“ bezeichnet. Eine Urkunde vom 3. Juni 1741 nennt Bertram „gewesenen Forstrath und Contoir Direktor“.
Der Fürst zu Wied Friedrich Wilhelm, der mit der Tätigkeit seines Forst – und Kammerrats Bertram sehr zufrieden ist, erweitert die Tätigkeit im Oktober 1735, in dem er ihn zum Kriegs- und Marschkommissar ernennt.
Bertram heiratete am 20. Mai 1720 in Remscheid (KB Rem Nr 656) Anna Margaretha Moritz, verwitwete Müncker aus Siegen, die Tochter des Georg Wilhelm Moritz, Bürger und Kirchenältester zu Siegen.
Am 9. Mai 1741 wird er nach Königshütte bei Lauterberg im Harz als Administrator und braunschweigisch-lüneburgischer Oberhütteninspector berufen. (Urkunde im Bergarchiv Clausthal-Zellerfeld)
1741 führt Bertram das rheinländische Frischen in die Eisenproduktion der Königshütte ein.
1755 bis 1757 war er Direktor eines Eisenwerkes bei Dömitz in Mecklenburg, an dem auch sein Sohn, Commissarius Johann Heinrich beteiligt war. Am 16. September 1757 wurden beide zu Recht verurteilt, binnen 48 Stunden die Eisenfabrik und binnen 8 Tagen die mecklenburgischen Lande zu räumen.
„Der alte Bertram ging nach Dresden und wollte von hier nach Pommern, um dort die Fabriken in Flor zu bringen. (Geschichte der Eisengewinnung in Meklenburg aus inländischem Rasenerz)“
Auf seine alten Tage geht er zu seinem Sohn, Johann Heinrich Bertram, Landvogt in Bettmar und Obercomissarius in Braunschweig.
Johann Arnold Bertram stirbt am 30. April 1762 in Braunschweig.

## Hinweise
Es gibt im Bendorfer Gebiet noch eine weitere Persönlichkeit mit dem gleichen Namen: Bertram, Johann Arnold (1703–1767) Schmied, Pfeilschmied auf Rasselstein, Hammerschmied auf dem Nettehammer.